# 브룩 실즈
브룩 크리스타 실즈(영어: Brooke Christa Shields, 1965년 5월 31일 ~ )는 미국의 배우이자 모델이다.

## 출연 작품
- 블루 라군
- 청혼
- 욕망의 거리